# Mutum
Mutum este un oraș în Minas Gerais (MG), Brazilia.